# Antodice inscripta
Antodice inscripta är en skalbaggsart som beskrevs av Lane 1970. Antodice inscripta ingår i släktet Antodice och familjen långhorningar. Inga underarter finns listade i Catalogue of Life.